# The Angry Guest
Pour plus de détails, voir Fiche technique et Distribution.
The Angry Guest est un film hongkongais réalisé par Chang Cheh, sorti en 1972.
Il s'agit de la suite du film Duel aux poings. 
En France, The Angry Guest (élégamment rebaptisé Il faut battre le Chinois pendant qu'il est chaud) est cependant sorti avant le premier film, qui a été projeté l’année suivante sous le titre Au Karaté t'as qu'à réattaquer par un distributeur sinophile probablement soucieux d’attirer le public cinéphile orienté art et essai.
Le film est l’une des très rares apparitions de Chang Cheh à l’écran.

## Synopsis
De retour à Hong Kong, les frères Fan Ko et Wen Lieh sont confrontés à la contre-attaque de Chiang Ren, le délinquant qu’ils avaient impitoyablement estropié lors de l’épisode précédent en lui causant des lésions importantes des membres inférieurs nécessitant l’usage d’une canne de marche. 
Lorsque M. Yamaguchi, le supérieur hiérarchique de ce dernier basé au Japon, décide de s’occuper personnellement du problème et invite la fiancée de Wen Lieh pour un séjour à Tokyo contre sa volonté, les deux frères doivent eux aussi se rendre sur place ce qui les amène à se livrer à diverses voies de fait à l’encontre de ses collaborateurs. De retour chez eux, il s'attendent donc à l'arrivée d'un "visiteur malintentionné" éponyme venu les mettre hors d'état de nuire.

## Fiche technique
- Titre original : 惡客 - The Angry Guest
- Titre français : Il faut battre le Chinois pendant qu'il est chaud
- Réalisation : Chang Cheh
- Scénario : Ni Kuang
- Société de production : Shaw Brothers
- Chorégraphie des combats : Liu Chia-liang, Tang Chia
- Pays d'origine :  Hong Kong
- Langue originale : mandarin
- Format : couleurs - 2,35:1 - mono - 35 mm
- Genre : action
- Dates de sortie : 1972

## Distribution
- David Chiang : Fan Ko
- Ti Lung : Fan Wen-lieh
- Ching Li : Hu Yu-lan, fiancée du précédent
- Yasuaki Kurata : Katsu, un collaborateur de M.Yamaguchi
- Bang In-za : une collaboratrice de M.Yamaguchi, experte en judo
- Chan Sing : Qiangren, un entrepreneur basé en Thaïlande victime d'un accident du travail
- Chang Cheh : M.Yamaguchi, un entrepreneur japonais
- Bolo Yeung : un collaborateur de M.Yamaguchi
- Tsang Choh-lam : un guide touristique